# Héctor Herrera
Héctor Miguel Herrera López (Tijuana, 19 de abril de 1990) é um futebolista mexicano que atua como meio-campista. Atualmente joga pelo Toluca.

## Carreira
Herrera pertence à "geração de ouro" do México, sendo fundamental na conquista da medalha de ouro na Olimpíada de 2012, realizada em Londres. Ele atualmente detém o recorde de ser o jogador com o cartão vermelho mais rápido da história da Liga dos Campeões da UEFA, pois recebeu dois cartões amarelos em seis minutos.

### Porto
Em junho de 2013, apresentou um relatório sobre a assinatura do jogador de futebol mexicana para o Porto. O jogador e os dois clubes de futebol, uma vez fechado o acordo que pôs fim à participação da Seleção Mexicana na Copa das Confederações de 2013, realizada no Brasil, torneio na qual Herrera foi convocado.
Em 28 de junho, Hector Herrera assinou por 4 temporadas com o Porto que compra os direitos do jogador por um preço de € 8 milhões de euros cerca de US $ 10,450,000.00 dólares norte-americanos, e definido para o jogador uma cláusula de compra de 40 milhões de euros. O Pachuca detém 20% dos seus direitos econômicos.
Pelos Dragões, Herrera foi campeão da Copa do Valais, no dia 13 de julho de 2013. O jogo foi jogado contra todo o Olympique de Marselha por 3 a 0 pelo Porto disputando o Summer Cup Valais. Ele saiu do banco no segundo tempo, estreando pela equipe portuguesa com uma vitória e um título.
Estreou na Primeira Liga na primeira rodada do campeonato, entrando mudança após 83 minutos de jogo como '8'.
Depois que ele foi enviado para o Porto B, onde foi "promovido" para equipe A onde, ele tem vindo a tomar regularmente um par de assistências à baliza, ganhando um lugar no meio-campo da equipe após seu bom desempenho na equipe. Em 17 de outubro, ele alcançou seu primeiro titular do jogo com o Porto, onde jogou 90 minutos contra o Sporting. Ele manteve-se um regular na Primeira Liga.
No dia 19 de setembro de 2013, Herrera estreou na Liga dos Campeões ao entrar na alteração para 73 min. Já no dia 22 de outubro de 2013, iniciou como titular contra o Zenit, mas em seis minutos se tornou o jogador a ser expulso mais rápido na história da Liga dos Campeões, levando dois cartões amarelos; ele foi repreendido por causar uma falta fora da área e recolher livre novamente repreendê-lo para saltar, esta aos 6 minutos do jogo contra o Zenit.

### Atlético de Madrid
No dia 3 de julho de 2019, foi anunciado como novo jogador do Atlético de Madrid. O meio-campista mexicano assinou por três temporadas.

## Seleção Mexicana
No dia 1 de junho de 2012, foi escolhido como o melhor jogador do Torneio de Toulon 2012 para a sua participação em circulação com a Seleção Mexicana Sub-23, onde também ganhou o título do torneio.
Em julho de 2012, ele foi incluído na lista final de 18 jogadores que representaram o México em torneio de futebol masculino dos Jogos Olímpicos de Verão de 2012, acabou ganhando a medalha de ouro.
Ele recebeu sua primeira convocação para a Seleção Mexicana principal para jogar dois jogos de qualificação, um contra a Seleção de El Salvador, e outro contra a Seleção da Guiana. Ele estreou em jogos do playoff pela Seleção Mexicana contra El Salvador, no dia 16 de outubro de 2012. O jogo foi disputado no TSM Corona Stadium e a sua equipe venceu 2 a 0.
No dia 8 de maio de 2014, Hector Herrera foi incluído pelo técnico Miguel Herrera na lista final de 23 jogadores que representaram o México na Copa do Mundo da FIFA de 2014.
Já no dia 12 de junho de 2015, Héctor Herrera foi incluído na lista preliminar de 23 jogadores que vão para contestar a Copa Ouro da CONCACAF de 2015, realizada nos Estados Unidos.
No dia 4 de Setembro de 2015, Herrera marcou seu primeiro gol pela Seleção. Foi aos 84 minutos, no empate de 3 a 3 contra Trinidad e Tobago. No total, tem cinco gols pela Seleção.

## Títulos

#### Porto
- Supertaça Cândido de Oliveira: 2013, 2018
- Campeonato Português: 2017–18

#### Atlético de Madrid
- Campeonato Espanhol: 2020-21

#### Houston Dynamo
- Copa dos Estados Unidos: 2023

#### Toluca
- Campeonato Mexicano: Clausura 2025

#### Seleção Mexicana
- Jogos Olímpicos: 2012
- Copa Ouro: 2015